# US Open 2025 - Doppio misto
Il doppio misto del torneo di tennis professionistico US Open 2025, facente parte della categoria Grande Slam nell'ambito dell'ATP Tour 2025 e del WTA Tour 2025, si gioca dal 19 al 20 agosto 2025 a New York, negli Stati Uniti. 
Gli italiani Sara Errani e Andrea Vavassori sono i campioni in carica.

## Nuovo formato
L'edizione del doppio misto degli US Open 2025 è il primo anno con un nuovo format, che viene disputato durante la prima settimana dell'US Open-Fan Week e coincidente con i turni di qualificazione, giocate martedì 19 agosto e mercoledì 20 agosto con un premio ai vincitori di 1 000 000$.
I due giorni della competizione si terranno nell'Arthur Ashe Stadium e nel Louis Armstrong Stadium, con 16 squadre, con otto squadre che ottengono l'ingresso diretto in base alla loro classifica combinata dal ranking di singolare e otto squadre che hanno ricevuto una wildcard, questi non includono giocatori che parteciperanno nella stessa settimana alle qualificazioni. Le partite sono giocate al meglio di tre set con set brevi di quattro game, senza vantaggi, tiebreak a quattro, e un super tiebreak in caso di terzo set. La finale viene giocata al meglio dei tre set con sei game, sempre senza vantaggi, e tiebreak a sei con un super tiebreak nel caso di un terzo set.
Il cambio è stato criticato da giocatori e fan prima dell'inizio del torneo.

## Squadre partecipanti
24 squadre inizialmente sono entrate nel torneo ma solo 16 sono state accettate nel tabellone. Le seguenti otto squadre sono entrate direttamente in base alla loro classifica di singolare combinata, di cui le prime quattro di queste sono teste di serie:
1. Jessica Pegula /  Jack Draper
2. Elena Rybakina /  Taylor Fritz (primo turno)
3. Iga Świątek /  Casper Ruud
4. Amanda Anisimova /  Holger Rune (primo turno)

1. Belinda Bencic[N 1] /  Alexander Zverev (primo turno)
2. Mirra Andreeva /  Daniil Medvedev (quarti di finale)
3. Madison Keys /  Frances Tiafoe (primo turno)
4. Karolína Muchová /  Andrej Rublëv (quarti di finale)

## Wildcard
1. Olga Danilović /  Novak Đoković (primo turno)
2. Sara Errani /  Andrea Vavassori
3. Caty McNally /  Lorenzo Musetti (quarti di finale)
4. Naomi Ōsaka /  Gaël Monfils (primo turno)

1. Kateřina Siniaková /  Jannik Sinner (ritirati)
2. Emma Raducanu /  Carlos Alcaraz (primo turno)
3. Taylor Townsend /  Ben Shelton (quarti di finale)
4. Venus Williams /  Reilly Opelka (primo turno)

## Alternate
1. Danielle Collins /  Christian Harrison

## Tabellone

### Legenda
| - Q = Qualificato - WC = Wild card - LL = Lucky loser | - ALT = Alternate - SE = Special Exempt - PR = Protected Ranking | - w/o = Walkover - r = Ritirato - d = Squalificato |

| Primo turno | Primo turno           | Primo turno | Primo turno | Primo turno | Primo turno | Primo turno |  |  | Quarti di finale | Quarti di finale      | Quarti di finale | Quarti di finale | Quarti di finale | Quarti di finale | Quarti di finale |  |  | Semifinale | Semifinale           | Semifinale | Semifinale | Semifinale | Semifinale | Semifinale |  |  | Finale | Finale | Finale | Finale | Finale | Finale | Finale |
|             |                       |             |             |             |             |             |  |  |                  |                       |                  |                  |                  |                  |                  |  |  |            |                      |            |            |            |            |            |  |  |        |        |        |        |        |        |        |
| 1           | J Pegula J Draper     | 4           | 4           |             |             |             |  |  |                  |                       |                  |                  |                  |                  |                  |  |  |            |                      |            |            |            |            |            |  |  |        |        |        |        |        |        |        |
| WC          | E Raducanu C Alcaraz  | 2           | 2           |             |             |             |  |  | 1                | J Pegula J Draper     | 4                | 4                |                  |                  |                  |  |  |            |                      |            |            |            |            |            |  |  |        |        |        |        |        |        |        |
| WC          | O Danilović N Đoković | 2           | 3           |             |             |             |  |  |                  | M Andreeva D Medvedev | 1                | 1                |                  |                  |                  |  |  |            |                      |            |            |            |            |            |  |  |        |        |        |        |        |        |        |
|             | M Andreeva D Medvedev | 4           | 5           |             |             |             |  |  |                  |                       |                  |                  |                  |                  |                  |  |  | 1          | J Pegula J Draper    |            |            |            |            |            |  |  |        |        |        |        |        |        |        |
| 3           | I Świątek C Ruud      | 4           | 4           |             |             |             |  |  |                  |                       |                  |                  |                  |                  |                  |  |  | 3          | I Świątek C Ruud     |            |            |            |            |            |  |  |        |        |        |        |        |        |        |
|             | M Keys F Tiafoe       | 1           | 2           |             |             |             |  |  | 3                | I Świątek C Ruud      | 4                | 4                |                  |                  |                  |  |  |            |                      |            |            |            |            |            |  |  |        |        |        |        |        |        |        |
| WC          | N Ōsaka G Monfils     | 3           | 2           |             |             |             |  |  | WC               | C McNally L Musetti   | 1                | 2                |                  |                  |                  |  |  |            |                      |            |            |            |            |            |  |  |        |        |        |        |        |        |        |
| WC          | C McNally L Musetti   | 5           | 4           |             |             |             |  |  |                  |                       |                  |                  |                  |                  |                  |  |  |            |                      |            |            |            |            |            |  |  |        |        |        |        |        |        |        |
| Alt         | D Collins C Harrison  | 4           | 5           |             |             |             |  |  |                  |                       |                  |                  |                  |                  |                  |  |  |            |                      |            |            |            |            |            |  |  |        |        |        |        |        |        |        |
|             | B Bencic A Zverev     | 0           | 3           |             |             |             |  |  | Alt              | D Collins C Harrison  | 4                | 57               |                  |                  |                  |  |  |            |                      |            |            |            |            |            |  |  |        |        |        |        |        |        |        |
| WC          | T Townsend B Shelton  | 4           | 57          |             |             |             |  |  | WC               | T Townsend B Shelton  | 1                | 42               |                  |                  |                  |  |  |            |                      |            |            |            |            |            |  |  |        |        |        |        |        |        |        |
| 4           | A Anisimova H Rune    | 2           | 42          |             |             |             |  |  |                  |                       |                  |                  |                  |                  |                  |  |  | Alt        | D Collins C Harrison |            |            |            |            |            |  |  |        |        |        |        |        |        |        |
| WC          | V Williams R Opelka   | 2           | 4           |             |             |             |  |  |                  |                       |                  |                  |                  |                  |                  |  |  | WC         | S Errani A Vavassori |            |            |            |            |            |  |  |        |        |        |        |        |        |        |
|             | K Muchová A Rublëv    | 4           | 57          |             |             |             |  |  |                  | K Muchová A Rublëv    | 1                | 4                |                  |                  |                  |  |  |            |                      |            |            |            |            |            |  |  |        |        |        |        |        |        |        |
| WC          | S Errani A Vavassori  | 4           | 4           |             |             |             |  |  | WC               | S Errani A Vavassori  | 4                | 57               |                  |                  |                  |  |  |            |                      |            |            |            |            |            |  |  |        |        |        |        |        |        |        |
| 2           | E Rybakina T Fritz    | 2           | 2           |             |             |             |  |  |                  |                       |                  |                  |                  |                  |                  |  |  |            |                      |            |            |            |            |            |  |  |        |        |        |        |        |        |        |